# Narro
Narro è una frazione geografica del comune italiano di Casargo posta ad ovest del centro abitato sulla strada verso l'alpeggio di Giumello.

## Storia
Narro fu un antico comune del Milanese.
Dalla metà del Settecento il governo austriaco gli aggregò amministrativamente la località di Indovero, formando un aggregato di 419 persone, e nel 1786 il comune entrò per un quinquennio a far parte della Provincia di Como, per poi cambiare continuamente i riferimenti amministrativi nel 1791, nel 1797 e nel 1798.
Portato definitivamente sotto Como nel 1801, alla proclamazione del regno d'Italia napoleonico nel 1805 risultava avere 431 abitanti. Nel 1809 il municipio fu soppresso su risultanza di un regio decreto di Napoleone che lo annesse a Vendrogno, ma il comune di Narro fu tuttavia ripristinato con il ritorno degli austriaci. Nel 1853 risultò essere popolato da 551 anime, scese a 211 nel 1871. Il comune ebbe fine nel 1879, allorquando il governo italiano spostò la sede municipale ad Indovero, paese che poi confluì in Casargo nel 1928.